# Cementerio de Collserola
El Cementerio de Collserola es en la actualidad el gran cementerio metropolitano de Barcelona, en España. 
Este cementerio se encuentra situado en la ladera norte de la sierra de Collserola, entre los términos municipales de Moncada y Reixach y Sardañola del Vallés, apartado del casco urbano por las evidentes limitaciones orográficas.

## Personajes enterrados en el camposanto
Entre las personas que se encuentran enterradas en este cementerio figuran:
- Carles Buïgas (Barcelona, 1898 - Sardañola del Vallés, 1979), arquitecto e ingeniero.
- Carmen Carbonell (Barcelona 1900 - 1988), actriz.
- Albert Pérez Baró (Barcelona 1902 - 1989), escritor y sindicalista.
- Xavier Benguerel i Llobet (Barcelona, 1905-1990), novelista y traductor.
- Maria Aurèlia Capmany i Farnés (Barcelona, 1918 - 1991), escritora.
- Lluís Casassas i Simó (Sabadell, 1922 - Barcelona, 1992), geógrafo.
- Alberto Cardín (Villamayor 1948 - Barcelona 1992), antropólogo y escritor.
- Emilia Clement (Francesca Cañada Clement) (València, 1903 - Barcelona, 1993), actriz.
- Santiago Colomer Lluesma (València, 1910 - Barcelona, 1993), violinista.
- Josep Escobar i Saliente (Barcelona, 1908 - 1994) historietista.
- Nèstor Luján Fernández (Mataró, 1922 - Barcelona, 1995), periodista.
- Vicent Lluch i Tamarit (València, 1922 — Barcelona, 1995), director de cine.
- Jaume Perich i Escala, Perich (Barcelona, 1941 – Mataró, 1995), humorista gráfico.
- Miquel Arimany (Barcelona, 1920 - 1996), escritor y editor .
- Francesc Català-Roca (Valls, 1922 - Barcelona, 1998), fotógrafo.
- Antonio Vargas (Melilla, 1938? - Barcelona, 1998), artista.
- Jep Nuix i Julivert (Barcelona 1955 - 1998), compositor.
- Joan Pich Santasusana (Sant Andreu de Palomar,  1911 - Badalona, 1999), músico.
- Emili Vendrell i Coutier (Barcelona, 1924 - 1999), cantante.
- María Yáñez García, la Bella Dorita (Cuevas del Almanzora, Almería 1901 - Barcelona, 2001), vedette.
- Joan Grijalbo (Gandesa, Terra Alta, 1911 – Barcelona, 2002), editor.
- Manuel Vázquez Montalbán (Barcelona, 1939 - Bangkok, 2003), escritor y periodista.
- Alejandro Ulloa (Madrid, 1910 - Barcelona, 2004), actor.
- José Antonio de la Loma Hernández (Barcelona, 1924 - 2004), director y guionista de cine.
- Aureli Jordi Dotras (Barcelona, 1932 - 2004), músico.
- Gustavo Gili (Barcelona, 1935 - 2008), editor.
- Albert Ràfols-Casamada (Barcelona, 1923 – 2009), poeta y pintor.
- Pere Català i Roca (Valls, 1923 - Barcelona, 2009), fotógrafo e historiador.
- José María Nunes (Faro, Portugal, 1930 − Barcelona, 2010), cineasta y escritor.
- Sven Hassel (Frederiksborg, Dinamarca, 1917 -  Barcelona, 2012), novelista danés.
- Antoni Tàpies i Puig (Barcelona, 1923 – 2012), pintor y escultor.
- José Guardiola (Barcelona, 1930 - 2012), cantante.
- Joan Boix (Barcelona, 1947 - 2012), cantante folk.
- José Luis Barcelona (Borja, 1932 - Barcelona, 2017) periodista, locutor de televisión.
- Jordi Carrió (Barcelona, 1949 - 2018), poeta.
- Ramon Llobet i Colomé  (Barcelona, 1953 - Sant Pere de Ribes (Barcelona), 2023), biólogo y divulgador científico.

- Datos: Q5760324
- Multimedia: Cementiri de Collserola / Q5760324